# Ceraceosorus bombacis
Ceraceosorus bombacis är en svampart som först beskrevs av B.K. Bakshi, och fick sitt nu gällande namn av B.K. Bakshi 1976. Ceraceosorus bombacis ingår i släktet Ceraceosorus, ordningen Ceraceosorales, klassen Exobasidiomycetes, divisionen basidiesvampar och riket svampar.   Inga underarter finns listade i Catalogue of Life.